# 伊藤勝也
伊藤 勝也（いとう かつや、1964年8月23日 - ）は、日本競輪選手会静岡支部所属の元競輪選手。日本競輪学校（以下、競輪学校）第54期生。師匠は杉山克己（競輪学校第36期生）。

## 来歴
東海大学第一高等学校（現 東海大学付属翔洋高等学校）時代、1981年、1982年に全国高等学校総合体育大会自転車競技大会の団体追抜で優勝を経験。また団体追抜では、1980年の国民体育大会（少年の部）でも優勝を経験している。さらに、1981年、1982年のジュニア世界選手権自転車競技大会にも出場した。
1983年、競輪学校第54期生として入学。在校競走成績第1位の三宅勝彦、東出剛らがいた中で、同期の卒業記念レースで優勝した。
1984年9月8日、福井競輪場でデビューし2着。初勝利は翌9日の同場。
1992年、弥彦競輪場で行われたふるさとダービー決勝戦で、滝澤正光 - 花嶋洋之の千葉県コンビの後位から直線で鋭く追い込んで勝ち、静岡県登録選手として初めて、現在のGII相当大会（新人王は除く）で優勝した。
2012年10月26日、選手登録削除。通算成績2294戦164勝。通算優勝回数14。
現在は静岡競輪中継の解説者を務めている。
弟子は2人おり、一人は、静岡県登録選手として初めてGIで優勝した村本大輔（競輪学校第77期生）。もう一人は、実子である伊藤拓人（競輪学校94期生）である。